# ايلي أباد (بهمئي غرمسيري الشمالي)
ايلي أباد (بالفارسية: ایلی‌آباد) هي قرية تقع في إيران في قسم بهمئي غرمسیري الشمالي الريفي. يقدر عدد سكانها بـ 0 نسمة بحسب إحصاء 2016.